# Joan O'Neill i Rossinyol
Joan O'Neill i Rossinyol   (Palma, 1828 - Palma, 1907) fou un pintor mallorquí destacat pels seus paisatges i el seu Tratado del Paisaje. Fou membre de número de la "Real Academia de Bellas Artes de Palma" (8-X-1858).

## Biografia
Fill de Felix O'Neill i Gual (1808-1862) i de Ma. Antònia Rossinyol i Montaner, dona mallorquina acabalada, va contreure matrimoni amb Josepa Villalonga i Fortuny amb qui va tenir 10 fills. Home d'una gran sensibilitat artística, bon pintor i escriptor de certa qualitat va formar-se amb bons mestres com Carles de Haes i Agustí Buades, gràcies a la seva destacada situació social. La seva obra passa per diverses etapes: romàntica ("Castell de Durrestein"), ruptura amb el classicisme ("Estany amb arbreda"), realista ('Alzina") i finalment l'idealisme ("Pedregam de muntanya").
A la Biblioteca-Museu Víctor Balaguer es pot veure la seva obra Camps de Sineu. Els seus mèrits artístics foren reconeguts: Membre de número de la "Real Academia de Bellas Artes de Palma" (8-X- 1858), Acadèmic corresponent de la "Real de Bellas Artes de San Fernando" (29-1-1866), "Officier d'académie (França)" (1-1-1885). De la primera fou endemés secretari general interí (23-XII-1858) i amb propietat des de 1874 Al 1886 es dedicà a impartir classes de Historia i Teoria de les Bellas Artes. Feina que compaginava amb altres nomenaments que li reportaven poc econòmicament però que ajudaven a la malmesa economia familiar.
Com a escriptor és autor del "Tratado del paisaje" i fins i tot d'obres dramàtiques ("La solución", "La gitana") i encara de poesies ("Poesias". 1853). La seva ideologia es pot situar dins el carlisme i la defensa de la tradició, com succeí a algunes famílies de l'aristocràcia mallorquina. Així dirigí la revista La Almudaina on defensa aquestes idees i això se agermana bé amb la seva simpatia vers "L'Ignorància", puix consta que fou agraciat amb el títol de IGNORANTÍSSIM l'any 1882, distinció humorística que concedia l'esmentada publicació, el que és mostra del bon humor que imperava entra la colla dels seus amics lletraferits. Va morir el 1907 sense restablir la restauració econòmica i social de la família.